# کیم کی یونگ
کیم کی یونگ (انگلیسی: Kim Ki-young; ۱ اکتبر ۱۹۲۲ – ۵ فوریهٔ ۱۹۹۸) کارگردان فیلم، و فیلم‌نامه‌نویس اهل کره جنوبی بود.
وی همچنین برندهٔ جوایزی همچون جایزه هنری پکسانگ و جایزه فیلم اژدهای آبی شده‌است.